# Попутчик (Германия)
Попутчик (нем. Mitläufer) — определение, использовавшееся после Второй мировой войны в ходе процесса денацификации во всех четырёх зонах оккупации Германии в отношении тех немцев, которые, как правило, из оппортунистических соображений присоединились к национал-социалистическому движению, но не принимали в нём активного участия.
Негативный смысл выражения «попутчик» сохранился и после периода денацификации. В художественной литературе или в современных исторических исследованиях, посвященных эпохе национал-социализма, оно используется для критической характеристики человеческого типа, который явно не привязан к определенному времени или политическому режиму.

## Этимология
Немецкий глагол mitlaufen означает «бежать вместе с кем-либо; бежать за другими», а в политическом смысле – «случайно (временно) примыкать к какому-либо движению», то есть быть (стать) попутчиком (Mitläufer).

## Юридические определения
12 октября 1946 года Союзнический контрольный совет принял директиву № 38 «Арест и наказание военных преступников, нацистов и милитаристов; интернирование, контроль и надзор за потенциально опасными немцами». Этот документ устанавливал единый порядок денацификации во всех четырёх зонах оккупации Германии — американской, британской, советской и французской. Для оценки ответственности были определены следующие группы лиц:
1. главные виновные (Hauptschuldige)
2. виновные (активисты, милитаристы и извлекатели выгоды) (Belastete)
3. незначительно виновные (Minderbelastete)
4. попутчики (Mitläufer)
5. невиновные (Entlastete)

Согласно статье V директивы № 38, попутчиком считался тот, кто принимал участие в национал-социалистической тирании или поддерживал её только в качестве номинального члена партии, в частности тот, кто, будучи членом НСДАП или одного из её подразделений, только платил членские взносы, присутствовал на собраниях, когда посещение было обязательным, выполнял незначительные или чисто номинальные обязанности, которые возлагались на всех членов, или бывшие члены вермахта, которые в силу своих способностей могли поставить под угрозу цели союзников. Возможными санкциями в отношении попутчиков в соответствии со статьей XI директивы № 38 были периодическая явка в полицию по месту жительства, запрет покидать зону или Германию без разрешения, запрет баллотироваться на выборах в любую инстанцию, определенные ограничения на профессиональную деятельность и выплата взносов в счёт репараций.
В оккупированной союзниками Австрии попутчиков официально классифицировали как «незначительно виновных».

## Оценка
Из пяти категорий «попутчики» — наиболее противоречивая, поскольку она формально не связана с какой-либо преступной деятельностью, как это было определено Нюрнбергским процессом, а только с расплывчато определяемой косвенной поддержкой преступлений нацистов. Поэтому бывший канцлер Германии Гельмут Шмидт заявил по поводу членства Герберта фон Караяна в нацистской партии: «Караян явно не был нацистом. Он был попутчиком».
По сути, «попутчики» были признаны де-факто виновными в содействии нацистским преступлениям, хотя они не обязательно были идеологически привержены основным нацистским доктринам, особенно биологическому расизму и политике уничтожения евреев.
С другой стороны, перевод человека, чью вину было сложно доказать, в категорию «попутчиков» был распространённым способом оправдания части немцев за их деятельность в период национал-социализма. Наглядным примером был участник Ванзейской конференции по «окончательному решению еврейского вопроса» Вильгельм Штукарт.

## Примеры
В категорию попутчиков попали многие деятели литературы и искусства. Помимо фон Караяна, «попутчиками» были объявлены философ Мартин Хайдеггер, художник Кристиан Шад, кинорежиссёр Лени Рифеншталь. При этом степень вовлеченности деятелей культуры могла радикально различаться  — одни принимали участие в организованных режимом культурных мероприятиях «по должности», другие, как Рифеншталь, активно участвовали в его пропаганде. Однако категория не предусматривала различий по степени вовлеченности, а размеры штрафов были оставлены на усмотрение судов.